# Dinner for One
Dinner for One (ook wel bekend als Der 90. Geburtstag) is een komische sketch die in de jaren 20 van de twintigste eeuw geschreven werd voor het theater door Lauri Wylie. De sketch wordt nog regelmatig in theaters opgevoerd. De sketch heeft in de loop der jaren verschillende varianten gekend, maar de kern van het verhaal blijft in de meeste gevallen dezelfde.
De bekendste versie van de sketch is die met de Britse acteurs Freddie Frinton en May Warden in de hoofdrollen. Deze versie werd in 1963 door de Duitse omroep Norddeutscher Rundfunk opgenomen voor televisie en is sindsdien onder andere in Duitsland en Oostenrijk een vast onderdeel geworden van de televisieprogrammering op oudejaarsavond. De sketch werd hierdoor een van de meest herhaalde programma's ooit. De televisieversie duurt 18 minuten. Opvallend is dat Dinner for One een van de weinige programma's op de Duitse televisie is die niet worden nagesynchroniseerd maar nog gewoon in het Engels worden gesproken. Freddie Frinton vroeg hier specifiek om toen hij akkoord ging met een opname van de sketch. Voor die kijkers die wat minder goed zijn in het Engels wordt de sketch ingeleid door presentator Heinz Piper, die in het Duits kort uitlegt waar de sketch om draait en een vertaling geeft van de twee bekendste zinnen uit de sketch: "Same procedure as last year?" en "Same procedure as every year". Pas op 31 december 2018 werd "Dinner for One" voor het eerst uitgezonden in het Verenigd Koninkrijk. Het BBC-programma The One Show wijdde ooit een item aan Dinner for One.

## Inhoud
Miss Sophie (May Warden) is een rijke Engelse dame die al sinds jaar en dag de traditie heeft om op haar verjaardag haar vier beste vrienden Sir Toby, Admiral von Schneider, Mr. Pommeroy en Mr. Winterbottom uit te nodigen voor een verjaardagsdiner. Er is alleen een probleem: Miss Sophie is inmiddels negentig, en alle vier haar vrienden zijn inmiddels overleden.
Miss Sophie vindt dit echter geen reden om met de traditie te breken. Daar de heren niet langer persoonlijk aanwezig kunnen zijn zal Miss Sophies butler James (Freddie Frinton) de rollen van de vier gasten op zich nemen, inclusief hun karaktertrekjes en eigenaardigheden. Daarnaast moet hij ook gewoon zijn taken als butler blijven vervullen.
Bij elk van de gangen van het diner (Mulligatawny-soep, vis, kip en fruit als dessert) kiest Miss Sophie een geschikt alcoholisch drankje. James serveert de drankjes niet alleen aan Miss Sophie, maar ook aan haar imaginaire gasten. Vervolgens brengt hij bij elke gang in de rol van elk van de vier heren een toost uit, en drinkt zijn glas leeg; hij drinkt hierdoor bij elke gang vier glazen. Hierdoor raakt hij steeds meer onder invloed en wordt het steeds moeilijker voor hem om de drankjes in te schenken, het eten te serveren, en om niet over de tijgerkop van een op de grond liggende huid te struikelen.
Voorafgaand aan elke gang vraagt James aan Miss Sophie: "The same procedure as last year, Miss Sophie?", waarop zij antwoordt: "The same procedure as every year, James!"
Aan het eind van het diner geeft Miss Sophie te kennen dat zij naar bed gaat, waarop James haar bij de arm neemt en ze samen de trap op lopen. James vraagt dan:
"The same procedure as last year, Miss Sophie?" en Miss Sophie antwoordt: "The same procedure as every year, James!". James zegt hierop, knipogend naar de camera: "Well, I'll do my very best.".

## Versies

### Andere versies van de sketch
Er bestaan verschillende versies van de sketch. De bekendste is de 18 minuten durende versie die gewoonlijk op de Duitse televisie wordt uitgezonden:
- Op de Deense televisie wordt dezelfde versie getoond, met als verschil dat er geen lachend publiek te horen is. Bij de versie die op de Duitse televisie wordt uitgezonden hoort een gesproken inleiding door Heinz Piper.
- Door het Zwitserse Schweizer Fernsehen werd in 1963 een eigen versie opgenomen, met dezelfde acteurs. Deze duurt slechts 11 minuten en verschilt in een aantal details van de langere versie. Zo bevat deze versie geen inleiding van een presentator, is vanuit een andere hoek gefilmd, en het decor is wat anders.
- In 1968 waren er plannen om de sketch in kleur op te nemen. Dit ging niet door omdat Freddie Frinton onverwacht stierf. In 1999 produceerde NDR een met de computer ingekleurde versie van de sketch, die echter weinig succesvol was en in sommige gevallen tot protesten van televisiekijkers leidde.
- Er bestaat ook een Nederlandstalige versie van Dinner for One, met Joop Doderer als de butler en Tineke van Leer als Miss Sophie. Deze versie is in 1975 te zien in het programma Een mens wil op de vrijdagavond wel eens even zitten en een beetje lachen want er is al genoeg ellende op de wereld van Mies Bouwman en wordt op verzoek van een kijker opgevoerd. Verder zijn er onder andere een hoorspelversie voor blinden en een Nedersaksische versie gemaakt.
- Vanaf 2004 is Dinner for One met wisselende acteurs uitgevoerd in Nederland, onder regie van Guusje Eijbers. In 2004 werden de rollen gespeeld door Han Oldigs en Wivineke van Groningen, in 2005 door John Buijsman en Martin van Waardenberg, in 2006 door Jeroen van Koningsbrugge en Michiel Varga, in 2007 door Sanne Vogel en Kristel Zweers, in 2008 door Kees Prins en Olga Zuiderhoek en in 2009 door Michiel Varga en René Groothof.[2]
- Vanaf 2013 is het Twentstalige Diner veur ene opgevoerd met Laus Steenbeeke in de rol van butler James. In december 2021 waren er zes voorstellingen in Enschede met Laus' zus Jonne Steenbeeke als Miss Sophie.[3]

### Parodieën en gerelateerde sketches
- In Denemarken is een prequel gemaakt met de ondertitel "Der achtzigste Geburtstag". Deze speelt tien  jaar eerder dan de originele sketch, en Miss Sophies vrienden zijn allemaal nog in leven. Dit is echter in tegenspraak met de inleiding bij de Duitse versie, waarin wordt vermeld dat de laatste vriend van Miss Sophie 25 jaar geleden is overleden.
- In 2003 werd een speciale versie voor kinderen gemaakt getiteld Dinner für Brot. In deze versie spelen Muppetachtige poppen, waaronder de in Duitsland bekende Bernd das Brot, de sketch na.
- In Keulen is een parodie gemaakt, met de titel "Aschermittwoch for one". De taal is Keuls. Die parodie is elk jaar op Aswoensdag in het lokale programma van WDR 3-televisie te zien.
- In 2016 bracht Netflix een parodie op de sketch uit waarin de vier gasten die de butler moet imiteren vervangen zijn door personages uit bekende Netflix series;  Saul Goodman uit Breaking Bad/Better Call Saul, Frank Underwood uit House of Cards, Pablo Escobar uit Narcos, en Crazy Eyes uit Orange Is the New Black.[4]

## Trivia
- Tot 1988 bevatte de inleiding van Heinz Piper een grammaticale fout: hij zei "Same procedure than every year". Na protesten van onder andere leraren Engels werd besloten het stukje te vervangen door het correcte "Same procedure as every year" uit een proefopname van de inleiding.
- Van 1988 tot 1995 stond Dinner for One in het Guinness Book of Records als meest herhaalde televisieprogramma ooit. Sinds 1995 is deze categorie uit het boek verdwenen.
- Hoewel de sketch altijd wordt uitgezonden op oudejaarsavond heeft het verhaal niets met oud en nieuw te maken. James, in zijn rol als Mr. Pommeroy, roept bij elke ronde wel "Happy New Year", maar dat is een verwijzing naar Miss Sophies verjaardag.
- Op oudejaarsavond 1984 is de sketch met Frinton ook door de Nederlandse televisie uitgezonden, namelijk door de AVRO op Nederland 1.[5]